# Gerold von Oldenburg
Gerold von Oldenburg und Lübeck († 13. August 1163 in Bosau) folgte 1154 dem Vizelin als Bischof von Oldenburg in Holstein nach.

## Herkunft und Voraussetzung
Gerold stammte aus der schwäbischen Heimat der Welfen. Gerold hatte sich am Hof des Welfen Heinrich der Löwe in Braunschweig Verdienste als Hofkaplan und Scholaster des Stiftes St. Blasius erworben.

## Berufung und Weihe
Gerold wurde durch Herzogin Clementia, die erste Frau Heinrichs des Löwen 1155 zum Nachfolger des 1154 verstorbenen Vizelin bestimmt. Auch Gerold geriet jedoch wie schon Vizelin sofort in die Mühlen der Feindschaft zwischen Erzbischof Hartwig von Bremen und Herzog Heinrich dem Löwen. Da Gerold ein Mann Heinrichs des Löwen war, verweigerte der Erzbischof als zuständiger Metropolit unter Verweis auf das kanonisch zweifelhafte Verfahren der Erhebung auch dem Gerold die Weihe.
Heinrich der Löwe löste das Problem, indem er Gerold 1155 auf seinen Italienzug mitnahm und dort – unter Missachtung der erzbischöflichen Rechte und erst im zweiten Anlauf – eine Weihe durch den zunächst zögernden Papst Hadrian IV. erreichte.

## Wirken als Bischof
Gerold blieb nach seiner Weihe zunächst im Umfeld Heinrichs des Löwen und betrat seinen Sprengel 1155 noch nicht, sondern drang beim Herzog auf die Bereitstellung einer ausreichenden materiellen Basis für das Bistum. Dieser setzte beim Grafen Adolf II. von Holstein die zusätzliche Ausstattung des Bistums mit Eutin und drei benachbarten Dörfern und insgesamt 300 Hufen durch. Gerold gründete daraufhin in Eutin einen Markt und eine Burg. In dieser Burg – und weder im eigentlichen, aber völlig desolaten Bistumssitz Oldenburg in Holstein noch in Vizelins Provisorium in Bosau – nahm Gerold 1156 seinen Sitz.
Gerold erreichte, dass das nach Högersdorf verlegte Segeberger Stift wieder nach Segeberg zurückverlegt wurde, um wenigstens dort am Rand seiner Diözese das für feierliche Gottesdienste notwendige Personal zur Verfügung zu haben. Er intensivierte die ziemlich daniederliegende Slawenmission und veranlasste den Bau von Kirchen in Oldenburg in Holstein, Süsel, Ratekau, Gleschendorf und Lütjenburg.
1160 – nach neueren Untersuchungen erst 1163 – wurde das Bistum auf Initiative Gerolds von Heinrich dem Löwen nach Lübeck verlegt. Der Herzog ordnete 1163 in Lübeck den Bau eines ersten Domes an, der in seiner und Gerolds Gegenwart der Jungfrau Maria, Johannes dem Täufer und dem Heiligen Nikolaus geweiht wurde. Gleichzeitig wurden das Domkapitel sowie das Lübecker Johanniskloster gegründet.
Einen schweren Konflikt hatte Gerold mit den Holsten durchzustehen, die einige Teile Wagriens zu besiedeln begonnen hatten und sich weigerten, ihm den zustehenden Zehnten zu zahlen. Auch hier konnte sich Gerold nur dank eines Machtwortes Heinrichs des Löwen durchsetzen.

## Tod und Nachfolge
Im Jahr der Lübecker Domweihe unternahm Gerold nochmals eine Visitationsreise durch seinen Sprengel. Nach einer Messe in Lütjenburg brach Gerold zusammen. Der Kranke wurde nach Bosau verbracht, wo er am 13. August 1163 verstarb. Er wurde im Lübecker Dom bestattet. Seine vermeintliche Gruft wurde im Zusammenhang mit den Kriegsschäden durch den Luftangriff auf Lübeck 1942 unter dem Chor im Bereich der früheren romanischen Apsis wiederentdeckt. Neuere Untersuchungen kamen jedoch zu dem Ergebnis, dass diese Gruft aus der Zeit von 1335 bis 1342 stammt. Alle vier Seiten sind mit Kreuzigungsszenen ausgemalt. Diese Gruft, die längere Zeit als die Gruft Gerods galt, ist erhalten aber nicht zugänglich. Die darin enthaltenen Fresken sind jedoch seit der Öffnung fotografisch dokumentiert. Gerolds Nachfolger als Bischof von Lübeck wurde 1164 der Abt des Klosters Riddagshausen Konrad I. von Riddagshausen.